# Bernhard Brugger
Bernhard Brugger (Salzburg, 1966. december 25. –) osztrák nemzetközi labdarúgó-játékvezető. Polgári foglalkozása bank alkalmazott.	

## Pályafutása

### Nemzeti játékvezetés
1981-ben kerékpározás közben megállt egy játéktér mellett, nem volt játékvezető, felkérték, hogy vezesse le a mérkőzést. A játékvezetésből 1982-ben vizsgázott. Ellenőreinek, sportvezetőinek javaslatára lett az I. Liga játékvezetője. Az aktív nemzeti játékvezetéstől 2011-ben vonult vissza. Első ligás mérkőzéseinek száma: 198.

#### Nemzeti kupamérkőzések
Vezetett Kupa-döntők száma: 1.

##### Szuperkupa
| Időpont         | Helyszín                   | Mérkőzés típusa | Mérkőzés                      |
| --------------- | -------------------------- | --------------- | ----------------------------- |
| 2005. július 9. | Ernst Happel Stadion, Bécs | döntő           | SK Rapid Wien–FK Austria Wien |

### Nemzetközi játékvezetés
Az Osztrák labdarúgó-szövetség Játékvezető Bizottsága (JB) terjesztette fel nemzetközi játékvezetőnek, a Nemzetközi Labdarúgó-szövetség (FIFA) 1999-től tartotta nyilván bírói keretében. Több nemzetek közötti válogatott és klubmérkőzést vezetett. FIFA JB besorolás szerint harmadik kategóriás bíró volt. Az osztrák nemzetközi játékvezetők rangsorában, a világbajnokság-Európa-bajnokság sorrendjében többedmagával a 16. helyet foglalja el 4 találkozó szolgálatával.
Az aktív nemzetközi játékvezetéstől 2011-ben a FIFA 45 éves korhatárát elérve búcsúzott. Válogatott mérkőzéseinek száma: 12.

#### Világbajnokság
A világbajnoki döntőhöz vezető úton Dél-Koreába és Japánba a XVII., a 2002-es labdarúgó-világbajnokságra a FIFA JB bíróként alkalmazta.

##### 2002-es labdarúgó-világbajnokság
| Időpont         | Helyszín                    | Mérkőzés típusa           | Mérkőzés            | Eredmény | Nézők száma |
| --------------- | --------------------------- | ------------------------- | ------------------- | -------- | ----------- |
| 2001. június 2. | Bežigrad Stadion, Ljubljana | előselejtező (1. csoport) | Szlovénia–Luxemburg | 2 : 0    | 5 500       |

##### 2006-os labdarúgó-világbajnokság
| Időpont          | Helyszín                   | Mérkőzés típusa           | Mérkőzés               | Eredmény | Nézők száma |
| ---------------- | -------------------------- | ------------------------- | ---------------------- | -------- | ----------- |
| 2005. október 8. | Nemzeti Stadion, Ramat-Gan | előselejtező (4. csoport) | Izrael–Feröer-szigetek | 2 : 1    | 31 857      |

#### Európa-bajnokság
Svájc rendezte a 2002-es U21-es labdarúgó-Európa-bajnokságot, ahol a FIFA JB bíróként alkalmazta.
| Időpont         | Helyszín                      | Mérkőzés típusa        | Mérkőzés               | Eredmény |
| --------------- | ----------------------------- | ---------------------- | ---------------------- | -------- |
| 2002. május 17. | St. Jakob Park Stadion, Bázel | selejtező (A. csoport) | Olaszország–Portugália | 1 : 1    |
| 2002. május 21. | Les Charmilles Stadion, Genf  | selejtező (B. csoport) | Ciprus–Észak-Írország  | 0 : 3    |

Az európai-labdarúgó torna döntőjéhez vezető úton Portugáliába a XII., a 2004-es labdarúgó-Európa-bajnokságra az UEFA JB játékvezetőként foglalkoztatta.

##### 2004-es labdarúgó-Európa-bajnokság
| Időpont         | Helyszín                  | Mérkőzés típusa           | Mérkőzés     | Eredmény | Nézők száma |
| --------------- | ------------------------- | ------------------------- | ------------ | -------- | ----------- |
| 2003. június 7. | Nemzeti Stadion, Ta’ Qali | előselejtező (1. csoport) | Málta–Ciprus | 1 : 2    | 1 607       |

##### 2008-as labdarúgó-Európa-bajnokság
| Időpont             | Helyszín                         | Mérkőzés típusa           | Mérkőzés       | Eredmény | Nézők száma |
| ------------------- | -------------------------------- | ------------------------- | -------------- | -------- | ----------- |
| 2006. szeptember 2. | Old Trafford Stadion, Manchester | előselejtező (E. csoport) | Anglia–Andorra | 5 : 0    | 56 300      |